# Миксон, Эвальд
Эвальд Миксон (эст. Evald Mikson; 12 июля 1911, Тарту, Эстляндская губерния, Российская империя — 27 декабря 1993, Рейкьявик, Исландия) — эстонский футболист, сыграл 7 матчей за сборную Эстонии на позиции вратаря.
Также Миксон был служащим эстонской политической полиции. После окончания войны он эмигрировал в Исландию, где сменил имя на Эдвальд Хинрикссон.

## Биография
Родился в 1911 году в городе Тарту. В 1930-е годы приобрёл известность в качестве футбольного вратаря. С 1934 по 1939 год он выступал в чемпионате Эстонии за таллинский клуб «Эстония», а также был игроком сборной Эстонии, в составе которой сыграл 7 матчей, в том числе один матч на Кубке Балтии 1935 года.
После начала Второй мировой войны Миксон бежал в Южную Эстонию, где присоединился к одному из отрядов лесных братьев. В сентябре 1941 года, когда в Эстонии уже были немцы, Миксон в качестве высокопоставленного сотрудника полиции участвовал в допросе первого секретаря ЦК компартии Эстонии Карла Сяре. По свидетельствам очевидцев, чьи показания хранятся в архиве центра Симона Визенталя (организации, занимающейся поиском беглых нацистских преступников), Миксон отличался особым зверством при допросах евреев и коммунистов, а его подпись фигурирует как минимум в тридцати приказах о расстрелах заключенных в концлагерях Таллинна, Нарвы и Клооги. В ноябре 1941 года Миксон сам угодил в тюрьму, где просидел до осени 1943 года. В 1944 году он эмигрировал в Швецию, где работал в сфере сельского хозяйства. После окончания войны, Миксон попал в списки иммигрантов, подлежащих выдаче Советскому союзу, однако ему удалось избежать депортации и вскоре он переехал в Исландию.
В Исландии Эвальд Миксон завёл семью и сменил имя на Эдвальд Хинрикссон. Был владельцем массажного салона с баней. Активно участвовал в развитии спорта, в частности детского футбола.

### Личная жизнь
Двое сыновей Эдвальда стали известными футболистами, а всего они с супругой имели троих детей:
- Йоуханнес Эдвальдссон (1950—2021) — футболист, выступавший в том числе за границей. Двукратный чемпион Шотландии в составе «Селтика». Провёл 34 матча за сборную Исландии и был капитаном команды в 1970-е.
- Атли Эдвальдссон (1957—2019) — футболист, отыгравший значительную часть карьеры в Германии. Провёл 70 матчей за сборную Исландии и также был капитаном команды во второй половине 1980-х и начале 90-х.
  - Сиф Атладоуттир (р. 1985, в Дюссельдорфе) — футболистка, участница трёх чемпионатов Европы в составе женской сборной Исландии.
  - Эмиль Атласон (р. 1993) — футболист.
- Анна-Йонина Эдвальдсдоуттир (p. 1958) — акушер-гинеколог.